# غريغوريو لوبيز (سياسي)
غريغوريو لوبيز (بالإسبانية: Gregorio López Raimundo )‏ (و. 1914 – 2007 م) هو سياسي، وكاتب إسباني، ولد في تاوستي، ترشح في الانتخابات العامة الإسبانية 1977 ‏، وترشح في الانتخابات العمومية الإسبانية 1979 ‏، وترشح في الانتخابات العمومية الإسبانية 1982 ‏، كان عضوًا في الجمعية البرلمانية لمجلس أوروبا، توفي في برشلونة، عن عمر يناهز 93 عاماً.

## مناصب
تولى منصب عضو مجلس النواب الإسباني ‏ (12 نوفمبر 1982–23 أبريل 1986)
- عضو مجلس النواب الإسباني  [لغات أخرى]‏ (15 مارس 1979–31 أغسطس 1982)[3]
- ممثل الجمعية البرلمانية لمجلس أوروبا (23 يناير 1978–1 أبريل 1983)[5]
- عضو مجلس النواب الإسباني  [لغات أخرى]‏ (1 يوليو 1977–2 يناير 1979)[2]

.

## جوائز
حصل على جوائز منها:
- نيشان الفنون والآداب من رتبة قائد (17 يناير 2013)[6]
- جائزة المنافسة العامة  [لغات أخرى]‏ (1946)